# 제5기갑여단 (대한민국)
제5기갑여단(第五機甲旅團, 영어: 5th Armored Brigade, 상징명칭: 철풍부대)은 대한민국 육군 제5군단 예하의 기갑여단이다. 1990년 12월 1일 창설되었으며, 경기도 양주시 및 경기도 연천군에 주둔하고 있다.

## 부대
- 여단 본부
- 본부근무대
- 수색중대
- 방공중대
- 공병대
- 통신중대
- 정비중대
- 보수중대
- 의무중대
- 본부근무대
- 38전차대대
- 39전차대대
- 55전차대대
- 113기계화보병대대
- 126기계화보병대대
- 665포병대대
- 866포병대대

## 주요 인물
- 박수 - 여단장, 변희수의 직속상관이다. 변희수 사망 이후 육군기계화학교장으로 좌천했다.
- 변희수 - 전차 조종수, 트랜스젠더 군인으로 알려졌다.
- 이재욱 - 전역 후 성령 충만 진행중임.